# Yoko Ono/Plastic Ono Band
Yoko Ono/Plastic Ono Band (estilizado como YOKO ONO/PLASTIC ONO BAND) es el álbum debut vanguardista de Yoko Ono, el cual fue producido después de la grabación de tres grabaciones experimentales con John Lennon y un álbum en directo como parte de Plastic Ono Band. Con excepción de una sola canción (grabada con Ornette Coleman), el álbum entero surgió a través de una sesión de improvisación en la cual Ono desarrolla y lleva a los extremos su característico estilo vocal derivado del hetai japonés, una técnica utilizada en el teatro kabuki.
Fue grabado simultáneamente con el de su esposo, John Lennon/Plastic Ono Band en los estudios Ascot Sound y Abbey Road utilizando los mismos músicos y el mismo equipo de producción.
Inicialmente en Apple Records, a través de EMI, YOKO ONO/PLASTIC ONO BAND fue lanzado bajo un considerable desprecio de la crítica de 1970, en los tiempos en que Ono era fuertemente culpada por la ruptura de The Beatles. Hubo excepciones notables como las estimaciones de Billboard quienes llamaron al álbum 'visionario' y el crítico Lester Bangs quien le brindó su apoyo en la revista Rolling Stone. Más recientemente, el álbum ha sido acreditado (junto con los de The Velvet Underground) como una de las grandes influencias musicales a pesar de una enorme desproporción entre sus ventas y su visibilidad. El crítico David Browne de Entertainment Weekly lo ha llamado como "un gran lanzamiento de entre centenares o más de las mujeres rockeras, como Katie Pierson de The B-52's hasta las mujeres de hoy en día como L7 o Courtney Love de Hole".
YOKO ONO/PLASTIC ONO BAND fracasó en las listas del Reino Unido pero alcanzó el puesto #182 en Estados Unidos. En 1997 el álbum fue reeditado en CD por Rykodisc con tres pistas extra provenientes de la misma era; además, una edición especial fue editada por V2 Records en Japón en 2007.

## Portada
Las portadas de YOKO ONO/PLASTIC ONO BAND y de JOHN LENNON/PLASTIC ONO BAND son prácticamente idénticas; Lennon señaló las diferencias en su entrevista de 1980 a Playboy: "En el álbum de Yoko, ella está recostada en mí; en el mío, yo estoy recostado en ella". Las fotografías fueron tomadas por el actor Daniel Richter.

## Lista de canciones
Todas las canciones fueron compuestas por Yoko Ono.

### Lado A
1. "Why" – 5:37
  - Una versión editada fue utilizada como Lado B del sencillo "Mother" de John Lennon
2. "Why Not" – 9:55
3. "Greenfield Morning I Pushed an Empty Baby Carriage All Over the City" – 5:38
  - El título proviene del libro de Ono, Grapefruit

### Lado B
1. "AOS" – 7:06
  - Con Ornette Coleman, grabado el 29 de febrero de 1968, anterior al resto del material
2. "Touch Me" – 4:37
  - Seleccionado como lado B para el sencillo Power to the People en el Reino Unido en lugar de Open Your Box, también de Ono
3. "Paper Shoes" – 7:26

### Pistas adicionales
1. "Open Your Box" – 7:35
2. "Something More Abstract" – 0:44
3. "The South Wind" – 16:38

## Personal
- Voz – Yoko Ono
- Guitarra – John Lennon
- Batería – Ringo Starr
- Bajo – Klaus Voormann
- Ingenieros de sonido – Phil McDonald y John Leckie

En "AOS"
- Trompeta – Ornette Coleman
- Batería – Edward Blackwell
- Bajo – David Izenzon, Charles Haden

- Datos: Q507672